# Голорепи вунасти опосум
Голорепи вунасти опосум (Caluromys philander) врста је сисара из породице опосума (Didelphidae) и истоименог реда Didelphimorphia.

## Распрострањење
Ареал врсте покрива средњи број држава.
Врста има станиште у Венецуели, Бразилу, Гвајани, Француској Гвајани, Боливији, Суринаму и Тринидаду и Тобагу.

## Станиште
Станиште врсте су шуме до 1.800 m надморске висине.

## Угроженост
Ова врста је наведена као последња брига, јер има широко распрострањење и честа је врста.